# Tramway de Caen
Ne doit pas être confondu avec le transport léger guidé de Caen (TVR) qui a fonctionné de 2002 à 2017.
Pour l’article homonyme, voir Ancien tramway de Caen.
Le tramway de Caen est un réseau de tramway qui dessert l'agglomération caennaise depuis le 27 juillet 2019. Il remplace surtout le transport léger guidé, mis en service le 18 novembre 2002 et dont l'exploitation a cessé le 31 décembre 2017 à 20 h,.
Ce tramway est donc le lointain successeur de l'ancien tramway de Caen, qui a fonctionné de 1901 à 1937, avant d'être remplacé par un réseau d'autobus. Ce réseau moderne se compose de trois lignes (T1 à T3) totalisant 16,2 km et 37 stations. Une quatrième ligne (T4) devrait voir le jour en 2029 avec la réalisation de la « ligne est-ouest », accompagnée d'une réorganisation des lignes T2 et T3.

## Histoire

### L'ancien tramway et le TVR
Avant le réseau actuel se sont succédé deux réseaux de tramway :
- l'ancien tramway de Caen ayant circulé de 1901 à 1937 ;
- le transport léger guidé de Caen, « tramway » sur pneumatiques Bombardier TVR ayant circulé de 2002 à 2017 et dont le tramway actuel reprend le tracé.

### Remplacer le TVR
Le réseau utilisant le Bombardier TVR, mis en service à Caen en 2002, connaissant un certain nombre de dysfonctionnements, Viacités envisage de le remplacer par un mode de transport plus fiable dès septembre 2011 et d'abandonner le TVR sur les deux lignes, moins de dix ans après son inauguration. Elle a le choix entre un nouveau transport guidé sur pneus (notamment le Translohr), un bus à haut niveau de service (BHNS) ou un tramway. Ce dernier est officiellement choisi le 14 décembre 2011. Le 11 décembre 2012, le comité syndical de Viacités vote également en faveur d'un tramway fer pour une deuxième ligne est-ouest.
Du 2 avril au 19 juin 2013, 16 réunions de concertation se sont déroulées dans l'agglomération caennaise afin de recueillir les avis sur les tracés.
Le 15 juillet 2013, Viacités et Amiens Métropole signent un accord pour l'achat groupé des rames pour un budget de 100 millions d'euros (63,6 pour Caen). Un second achat groupé est envisagé pour le mobilier des stations et l'équipement des centres de maintenance.

Évolution des tracés projetés
Réseau TVR
Plan du premier projet de 2012, abandonné en 2014
Plan du second projet présenté en 2014
Plan du second projet précisé en 2016
Plan du projet présenté fin 2016 à l'enquête publique

Pendant la campagne des élections municipales françaises de 2014, Joël Bruneau, finalement élu maire de Caen le 5 avril 2014 et président de Caen la Mer le 25 avril 2014, a annoncé qu'il souhaitait remettre à plat le dossier qui pourrait donc prendre du retard ou être abandonné. Le 5 novembre 2014, Viacités annonce que le projet dans sa forme initiale est finalement abandonné et présente un nouveau projet redimensionné. Seul le remplacement de la ligne 1 par un tram-fer est confirmé avec une mise en service prévue pour septembre 2019. Le projet de ligne 2 Est-Ouest est reporté au mieux pour 2024.
Le 3 juillet 2015, Caen la Mer annonce les deux maîtres d'œuvre choisis pour le projet :
- le groupe ASyAS[note 1] pour les études, la conduite et le suivi des travaux
- un autre [note 2] pour la maîtrise d'œuvre pour le centre d'exploitation et de maintenance.

L'agglomération présente aussi le calendrier :
- 2015 à 2017 : études, appel d'offres et choix des entreprises
- Fin 2017 : début des travaux
- Janvier 2018 : arrêt du TVR et mise en place d'un réseau de substitution d'autobus
- Printemps 2019 : essais du matériel roulant
- Septembre 2019 : mise en service (finalement avancée à juillet 2019).

À l'issue de la concertation, l’équipe de maîtrise d’œuvre du projet rend son avant-projet en février 2016.
L'enquête publique a lieu du 5 septembre au 7 octobre 2016. À son issue, la commission rend un avis favorable pour la ligne 1 avec prolongements vers la Presqu’île et Fleury-sur-Orne.
La rupture du contrat signé en 2002 et pour une durée initiale de 30 ans avec la STVR au 1er janvier 2018 coûtera 17,3 millions d'euros à la communauté urbaine Caen la Mer, ce à quoi il faudra ajouter les 12,3 millions d'euros pour le règlement de la dernière annuité d'emprunt auprès des banques.

### Lignes nord-sud

#### Premier projet
Dans ce projet, le parcours de la ligne nord-sud reprend celui du TVR. Comme actuellement, la ligne est longue 15,7 km se divisant en branches à chaque extrémité :
- au nord, à partir de la station Copernic, vers le Campus 2 et vers Hérouville-Saint-Clair;
- au sud, à partir de la station Poincaré, vers la Grâce de Dieu et vers Ifs.

40 % des investissements initiaux du TVR devaient être conservés ; il s'agit notamment des lignes aériennes de contact et des sous-stations. Quelques aménagements sont toutefois prévus :
- lisser les courbes inférieures à 20 m[17] ;
- adoucir les pentes supérieures à 8 % (rue du Gaillon, Campus 1, rue des Muets)[17] ;
- déplacement de certains poteaux supports de lignes aériennes de contact, notamment tous ceux placés au centre de la plateforme[17] ;
- transformation des boucles de terminus en avant-gares et arrière-gares[17] ;
- construction d'un centre de maintenance commun avec la ligne 2 à Bretteville-sur-Odon[18] ou adaptation du centre actuel[17] ;
- élargissement du pont franchissant le boulevard périphérique de Caen[17] ;
- allongement des quais pour accueillir des rames de 32 m (contre 24,5 m actuellement)[18].

La ligne reprendra les 34 stations du TVR, mais quelques modifications sont envisagées :
- déplacement du terminus du Campus 2[19] ;
- modification du terminus d'Hérouville-Saint-Clair[19] ;
- déplacement de la station Université afin de dégager la vue entre l'esplanade et le Campus 1[19] ;
- déplacement de la station Quai de Juillet sur la rive droite de l'Orne pour desservir le centre commercial des Rives de l'Orne[19].

#### Second projet
Le 5 novembre 2014, Viacités confirme le remplacement de la ligne 1 par un tram-fer avec la création d'une nouvelle branche. Le maire Joël Bruneau souhaitait prolonger le TVR jusqu'en 2022 comme annoncé durant la campagne des élections municipales, le temps d'assainir les finances de Caen la Mer, mais renonce devant le coût annuel des travaux d'entretien, de l'ordre de 40 millions.
Le projet prévoit la reprise de la plateforme du TVR. La branche de la Grâce-de-Dieu sera prolongée au sud et une nouvelle station créée à Fleury-sur-Orne, où se situera le nouveau centre de maintenance. La ligne comptera donc désormais 35 stations.
Dans l'avant-projet de février 2016, certaines options sont confirmées. Le terminus « Campus 2 » est déplacé le long de la route de Caen à Douvres. L'arrêt Maréchal-Juin n'est donc plus desservi. Cette modification de tracé devrait entrainer la disparition du rond-point Côte-de-Nacre. Le terminus à Hérouville-Saint-Clair est également déplacé sur l'avenue de la Grande-Cavée, en face de la direction du travail ou sur le rond-point des Droits-de-l'Homme (à proximité du centre commercial Val-Saint-Clair). L’œuvre qui surplombe la station du TVR sur la place Saint-Clair ne sera pas déplacée et pourrait être réutilisée en gare routière. Les deux arrêts actuels Lux – Victor Lépine et Guynemer sont supprimés au profit d'un arrêt unique situé à mi-chemin des deux stations actuelles sur l'avenue Capitaine-Georges-Guynemer. Les arrêts Université et Quai de Juillet ne sont en revanche pas déplacés.
Du fait de l'opposition des riverains, il est décidé de supprimer la station Lux - Victor Lépine, mais de conserver la station Guynemer (renommée Lux – Guynemer) à son emplacement d'origine. Cette solution est présentée lors de l'enquête publique en septembre-octobre 2016. Finalement, une solution est trouvée en décembre 2016 : la station sera conservée mais déplacée et à quai central, avec la particularité que le tram circulera en site banalisé avec la circulation automobile.

### Lignes est-ouest

#### Premier projet

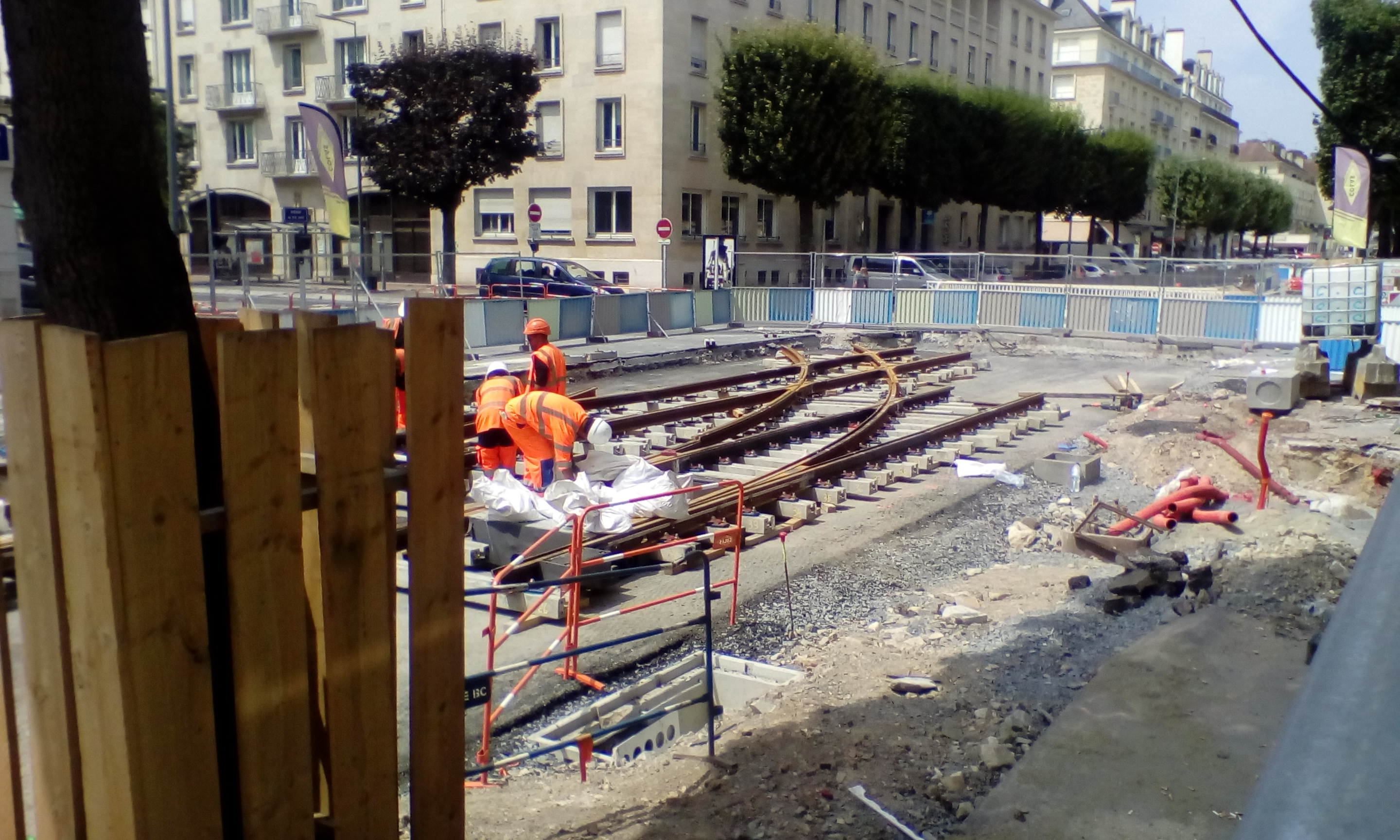
Aiguillage avenue du 6-Juin

Dans le projet présenté en 2012, une deuxième ligne ouest-est est mise en service la même année.
La ligne se divise en deux branches à son extrémité ouest : le Chemin Vert d'une part, vers Bretteville-sur-Odon d'autre part. À l'est en revanche, le terminus est unique ; il est établi sur le quai Hamelin devant les Rives de l'Orne
,.
Entre ces deux extrémités, cette ligne est en tronc commun sur une longueur de 900 m avec les lignes A et B entre les stations Quai de Juillet et Saint-Pierre. Deux variantes sont envisagées :
- un passage par la rue de Bernières avec un tronc commun entre les stations Quai de Juillet et Bernières[25] ;
- un passage par la rue Sadi-Carnot, l'avenue de Verdun et la rue du Havre[25].

La longueur des lignes est de :
- 3,5 km pour le tronc commun entre les lignes C et D passant par le quai Amiral Hamelin, le pont Winston Churchill et l’avenue du 6 juin (tronc commun de 900 m avec les lignes A et B), les boulevard des Alliés, Maréchal Leclerc et Bertrand, la place Guillouard, la rue du Carel, l'hôpital du Bon-Sauveur, les rues du Capitaine Boualam et Damozane[25] ;
- 1,4 km pour la ligne C vers le Chemin Vert en passant par la rue de Chemin-Vert[25] ;
- 2,9 km pour la ligne D vers Bretteville-sur-Odon en passant par la rue de Bayeux et les boulevards Pompidou et Detolle[25].

La ligne compte onze stations équipées pour des rames de 32 m.
Voir le tracé approximatif du projet sur Openstreetmap

#### Second projet
Le 5 novembre 2014, Viacités annonce que cette ligne est finalement reportée. Les études sont toutefois maintenues pour une éventuelle ouverture de la ligne en 2024 ; sa réalisation sous forme de bus à haut niveau de service est également évoquée puis abandonnée. Le projet présenté en 2014 prévoit d'ailleurs l'ouverture d'un embranchement vers la Presqu'île qui formerait l'embryon de cette ligne est-ouest. L'opposition municipale qualifie ce report de « mesurette ».
Dans ce nouveau projet (précisé en 2016), la ligne compte sept stations, dont cinq stations communes avec la ligne 1. Au nord, la ligne part de la rue de Geôle (arrêt Quatrans), traverse la place Saint-Pierre, puis emprunte le boulevard des Alliés (station Saint-Pierre) et l'avenue du Six-Juin. Après le pont Churchill, une ligne nouvelle quitte le tronc commun et longe le quai Amiral Hamelin. Une nouvelle station y est créée. La ligne traverse ensuite l'Orne en empruntant le pont Alexandre Stirn, puis l'écluse séparant le bassin Saint-Pierre de l'Orne. Elle longe ensuite l'avenue Victor Hugo jusqu'à une nouvelle station-terminus.
Une extension de la ligne à l'ouest entre la place Saint-Pierre et le théâtre de Caen, par le boulevard Maréchal-Leclerc, est également envisagée. Le 4 février 2016, le prolongement jusqu'au théâtre est confirmé, mais la faisabilité reste conditionnée à de nouvelles études techniques. Celles-ci montrent que la présence sous le boulevard de la Petite-Orne, rivière canalisée et recouverte en 1860, rendrait la réalisation de cette option difficile,. Cette extension est finalement abandonnée en mai 2016. Au nord de la station Bernières, un aiguillage est construit afin de permettre à une future ligne est-ouest d'emprunter la rue de Bernières sans avoir à détruire la plateforme des lignes nord-sud.

### Travaux
La phase de travaux peut être réalisée plus rapidement que pour un projet classique car une partie des infrastructures est réutilisée (caténaire, sous stations électriques et ponts notamment). De plus, l'emprise de la plateforme est essentiellement la même que celle du TVR, ce qui facilite son intégration dans la voirie. Cependant, les contraintes d'un tramway sur fer sont plus strictes, d'où certains aménagements par rapport au TVR, ce à quoi s'ajoute les changements de réglementation : la plateforme est élargie, les traversés routières sont transformés en carrefours à feux, certaines courbes et pentes sont adoucies. Enfin, certains poteaux de supports de caténaire sont déplacés dans les carrefours
La communauté urbaine Caen la Mer annonce développer en mai 2017 son réseau cyclable en prévision de l'arrêt du TVR pour permettre les travaux de plateforme, en incitant la population à se reporter sur le vélo.

#### Travaux préparatoires
Les travaux commencent dès 2017 avec les déviations des réseaux souterrains, en raison des différences de tracés ou de rayon de courbe avec l'ancien TVR ou parce qu'ils n'avaient pas été réalisés lors de la construction de ce dernier, comme à Hérouville-Saint-Clair ou dans le quartier de la Grâce de Dieu à Caen. Des fouilles archéologiques sont menées en 2017 et jusqu’en février 2018 rue de Geôle, au pied du château de Caen, à l'emplacement de la station Quatrans. La construction du futur centre de maintenance de Fleury-sur-Orne commence au printemps, suivie en mai de la dépollution du terrain et de la réalisation des fondations à partir du mois de juillet, pour une livraison prévue en novembre 2018,. La construction du nouveau pont sur l'Orne, qui permettra au tramway de desservir la presqu'île, débute en septembre 2017.

#### Chronologie
Les travaux de la plateforme sont réalisés dans un ordre précis en cinq étapes, progressivement dans chaque zone, selon les contraintes, :
- destruction de l'ancienne plateforme : la ligne aérienne de contact, le béton et le rail de guidage sont déposés et découpés, l'ancienne couche de support est parfois conservée. Cette étape s'est parfois accompagnée de mauvaises surprises avec la non conformité des plans et la corrosion des anciens câbles d'alimentation ;
- travaux de terrassement : le sol est stabilisé avec des gravats servant de fondations aux nouvelles voies. Puis la multitubulaire, poutre bétonnée contenant les fourreaux où passent le feeder et les câbles servant aux systèmes de communication est installée, sur les deux côtés ou au centre de la plateforme ;
- pose des rails : le procédé de pose diffère selon les entreprises et les secteurs. Au Nord, les rails sont positionnés sur des longrines en béton coulées sur place. Dans le centre, entre le Calvaire Saint-Pierre et la rue Victor Lépine, les rails sont posés sur des augets, des supports en béton dans lesquels du béton est coulé pour caler les rails. Dans le sud, les rails sont pré-fixés sur des longrines, fixées les unes après les autres ;
- pose du revêtement et des capteurs : des boucles de détections sont positionnées aux abords des carrefours, afin de détecter les rames et d'actionner la priorité aux feux. Puis le revêtement est mis en place, selon le choix de la technique : plateforme engazonnée, béton sur matelas anti-vibration, béton routier, rails anti-vibration, dallettes pour les traversées piétonnes. Une pose spéciale sur résine est nécessaire lorsque l'utilisation de traverses est impossible (comme sur les ponts et la dalle de la station Saint-Pierre), avec l'utilisation de tentes[40] ;
- travaux de finition : l'infrastructure routière est mise en place (feux, bordures, bitume, végétaux) ainsi que la nouvelle ligne aérienne de contact.

Après l'arrêt du TVR le 31 décembre 2017, les travaux commencent sur la plateforme existante le 3 janvier 2018 par la dépose des infrastructures, tel le rail de guidage. Le chantier est phasé par secteurs de façon à limiter le plus possible les nuisances. Les deux premiers secteurs concernés sont la rue Victor-Lépine et la station Saint-Pierre.
Pour prendre l'exemple du secteur du Calvaire Saint-Pierre, le programme prévisionnel est le suivant :
- de janvier à mars 2018 : travaux préparatoires et déviations des réseaux ;
- de février à août 2018 : terrassement de la plate-forme ;
- de mars à septembre 2018 : pose des voies ;
- d'avril 2018 à décembre 2018 : aménagements urbains ;
- de juillet 2018 à février 2019 : pose de la ligne aérienne de contact et des divers systèmes ;
- mai 2019 : début des essais.
- septembre 2019 : inauguration (finalement effectuée le 27 juillet 2019)

Pour réduire les contraintes de trafic, les carrefours sont majoritairement réalisés en deux temps : ils sont séparés en deux et chaque moitié est intégralement réalisée pour permettre la circulation alternée des usagés sur l'autre. Cependant, le trafic routier est rendu très compliqué dans tout le centre-ville durant les travaux, à la suite de la circulation en alternat sur certains carrefours clefs, notamment rue du Galion, aux Rives de L'Orne et tout le long du chantier.

#### Résumé des travaux
La première soudure de rails a lieu le 27 février 2018 rue Laperrine dans le quartier de La Grâce de Dieu.

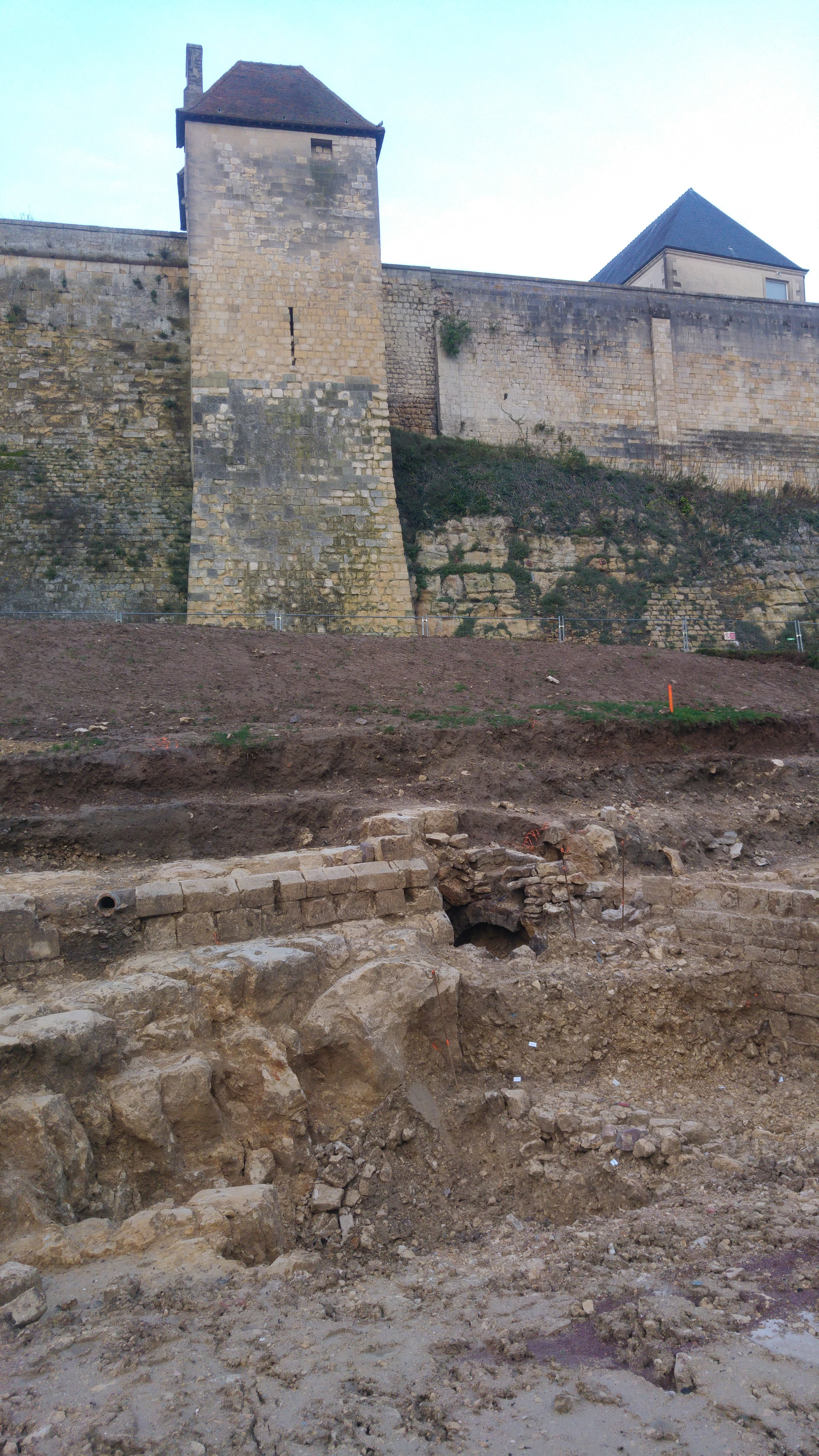
Fouilles archéologiques préalables, à l'emplacement de la station Quatrans
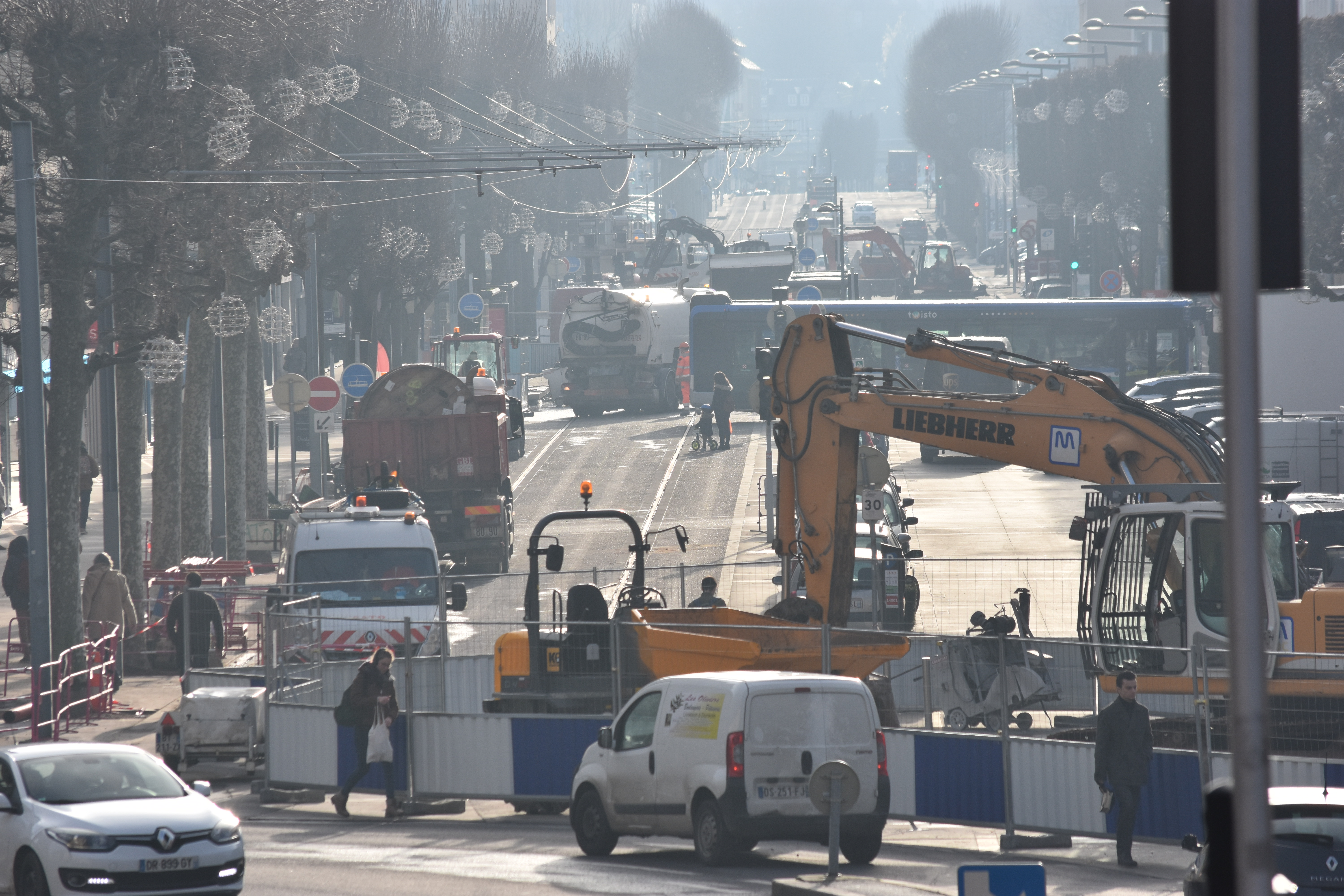
Travaux avenue du 6-Juin en janvier 2018
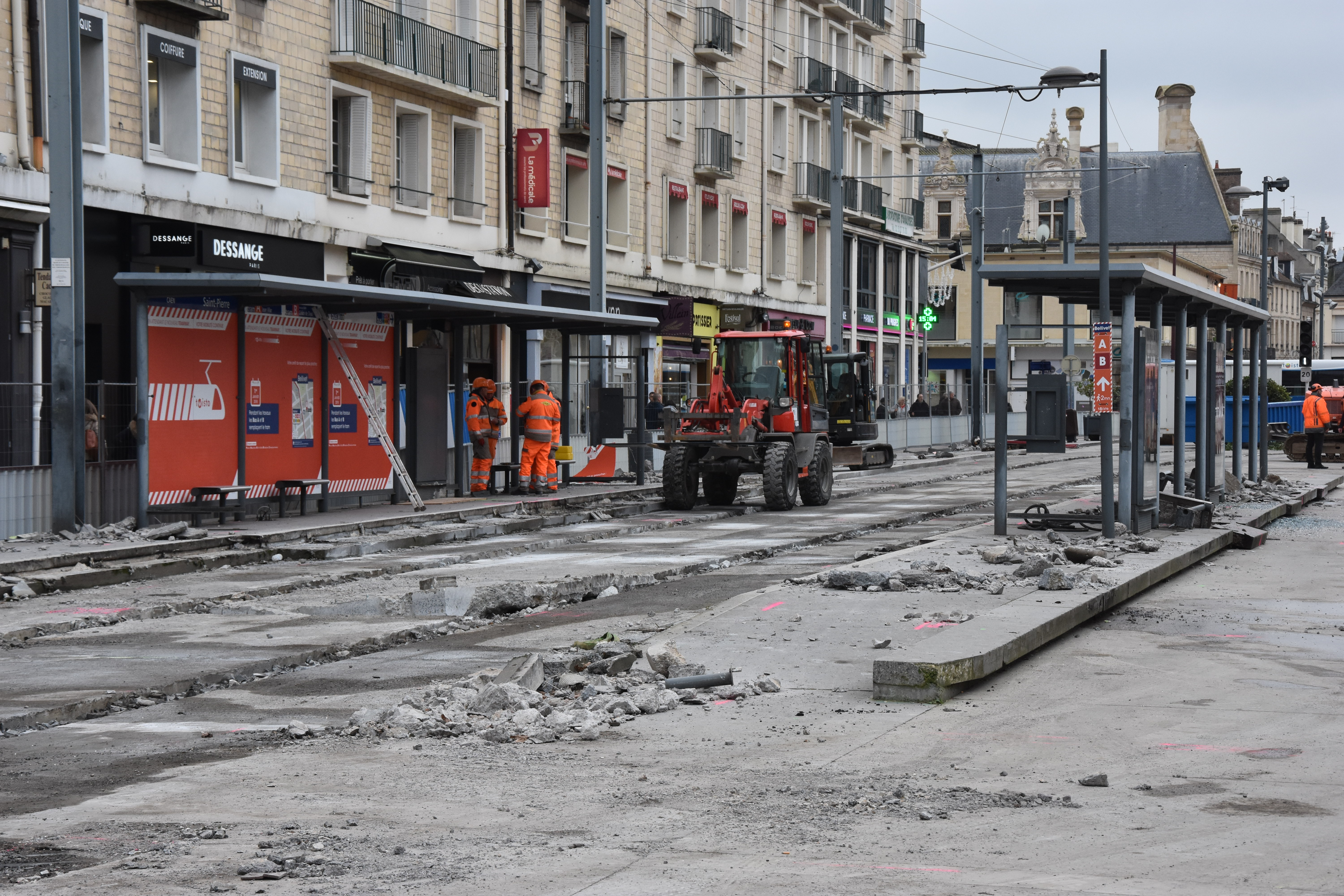
Dépose des installations de l'ancien TVR à la station Saint-Pierre en janvier 2018
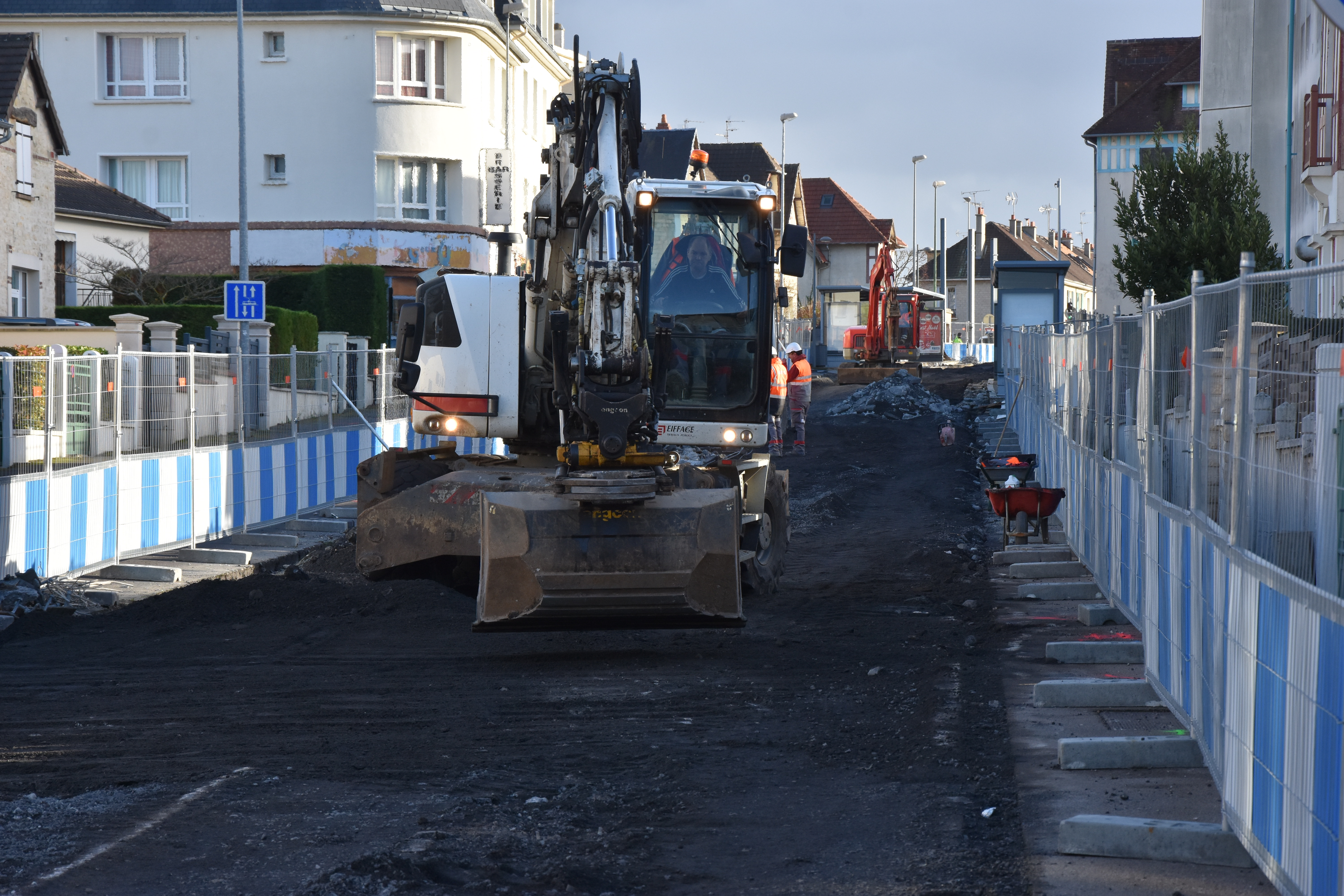
Travaux sur la plate-forme rue Victor-Lépine janvier 2018
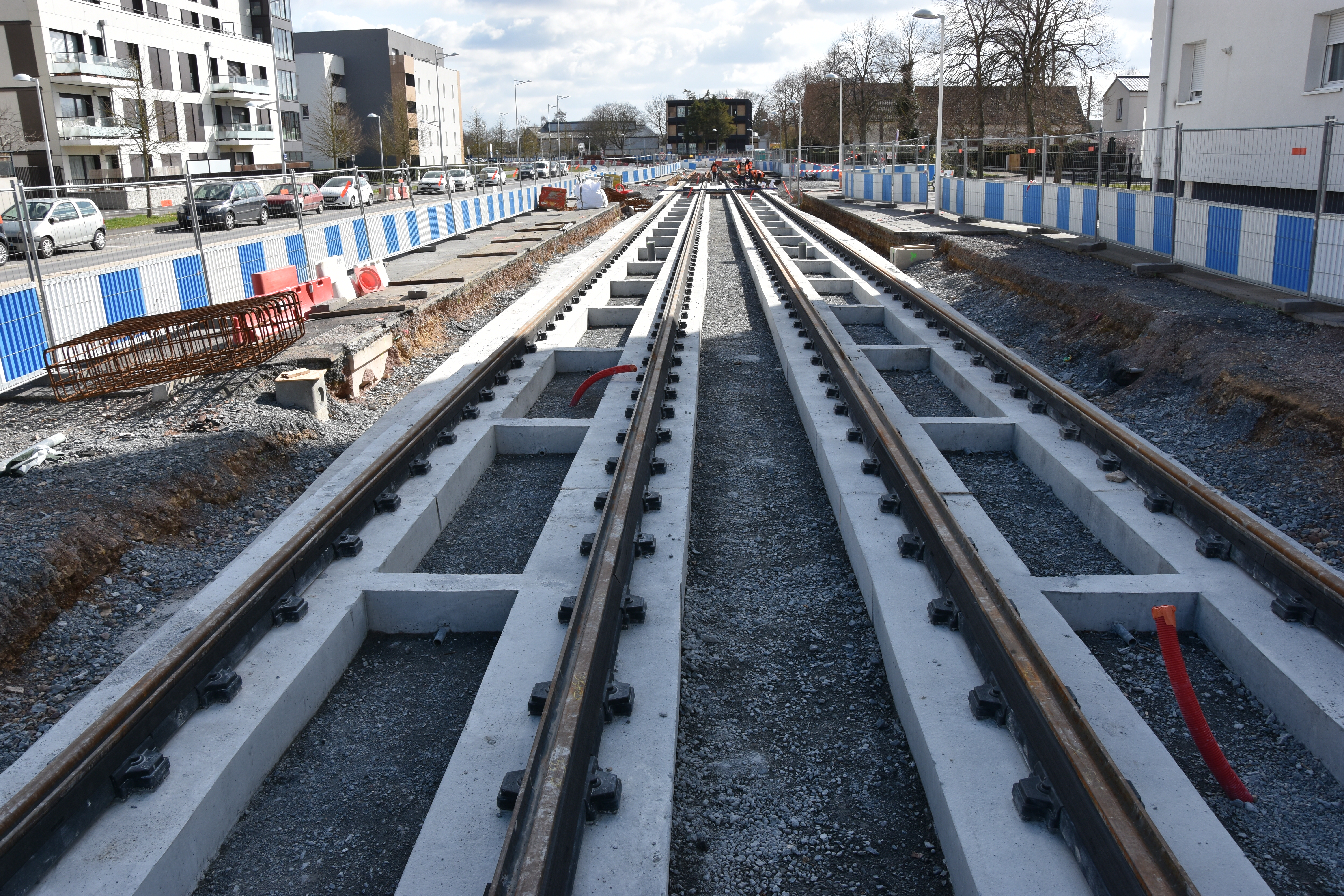
Premiers rails avenue Laperrine
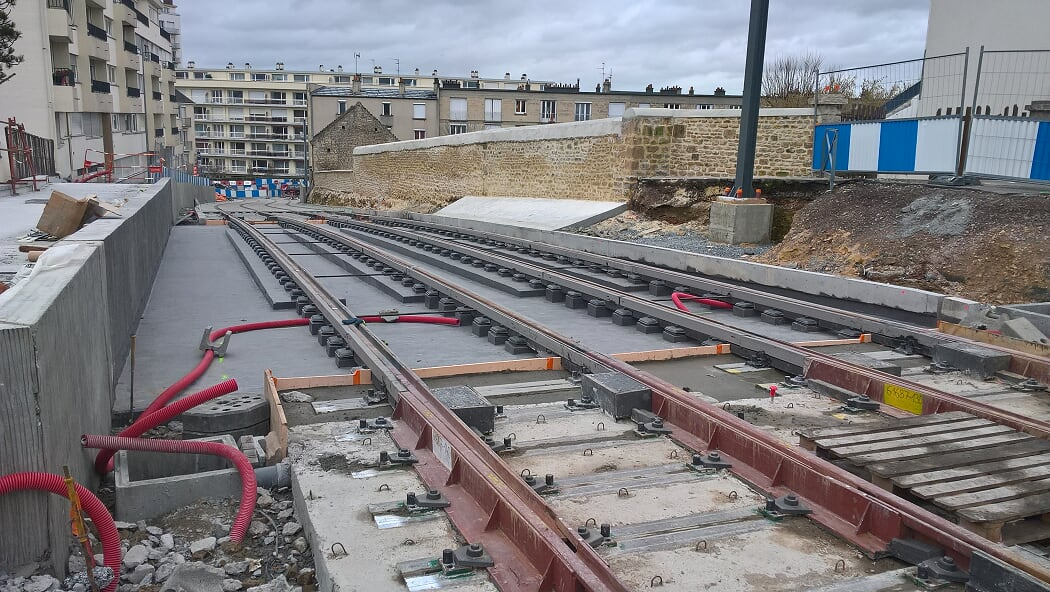
Rue des Muets avant la pose du revêtement définitif

Les travaux entrent dans une nouvelle phase en septembre 2018, avec un rythme intensifié, tandis que les premiers essais des rames sont prévus pour le mois d'octobre, entre Fleury-sur-Orne et la Grâce de Dieu ; la nouvelle passerelle desservant le CHU en franchissant le périphérique prévue pour novembre 2018, le nouveau pont parallèle au pont Stirn pour la desserte de la presqu'île et le déplacement de la plateforme à Hérouville-Saint-Clair sont eux prévus pour le 31 décembre 2018.
Le chantier est marqué en septembre 2018 par deux mauvaises surprises : la section en pente de la rue des Muets a dû être reprise car trop raide pour un tramway à roulement fer, or les fondations des bâtiments adjacents ont fortement gêné les travaux ; et la pose des voies derrière l'église Saint-Pierre a été rendue compliquée par la rigole de l'Odon, dont la voute s'est avérée plus haute que prévu et a contraint à modifier les plans d'aménagements.
Le chantier a aussi été fortement affecté par les violences de manifestants les 5 et 12 janvier 2019 : de nombreuses barrières de chantier ont été brulées, du matériel a été utilisé comme projectile, la dalle de béton précontraint boulevard des Alliés a été endommagée nécessitant une reprise et deux engins de chantier ont été détruits. Fin mars, ces dégradations se chiffraient à 300 000 €.En outre, le planning en a été affecté car dès lors les équipes ont dû protéger le chantier chaque vendredi après midi.
Les travaux de voirie s'achèvent début juin 2019, la marche à blanc débute le 6 juillet et l'inauguration officielle a lieu le 27 juillet 2019. À l'occasion de cette manifestation qui donne lieu à de nombreuses animations, la gratuité du réseau est offerte le samedi 27 et le dimanche 28.

### Mise en service

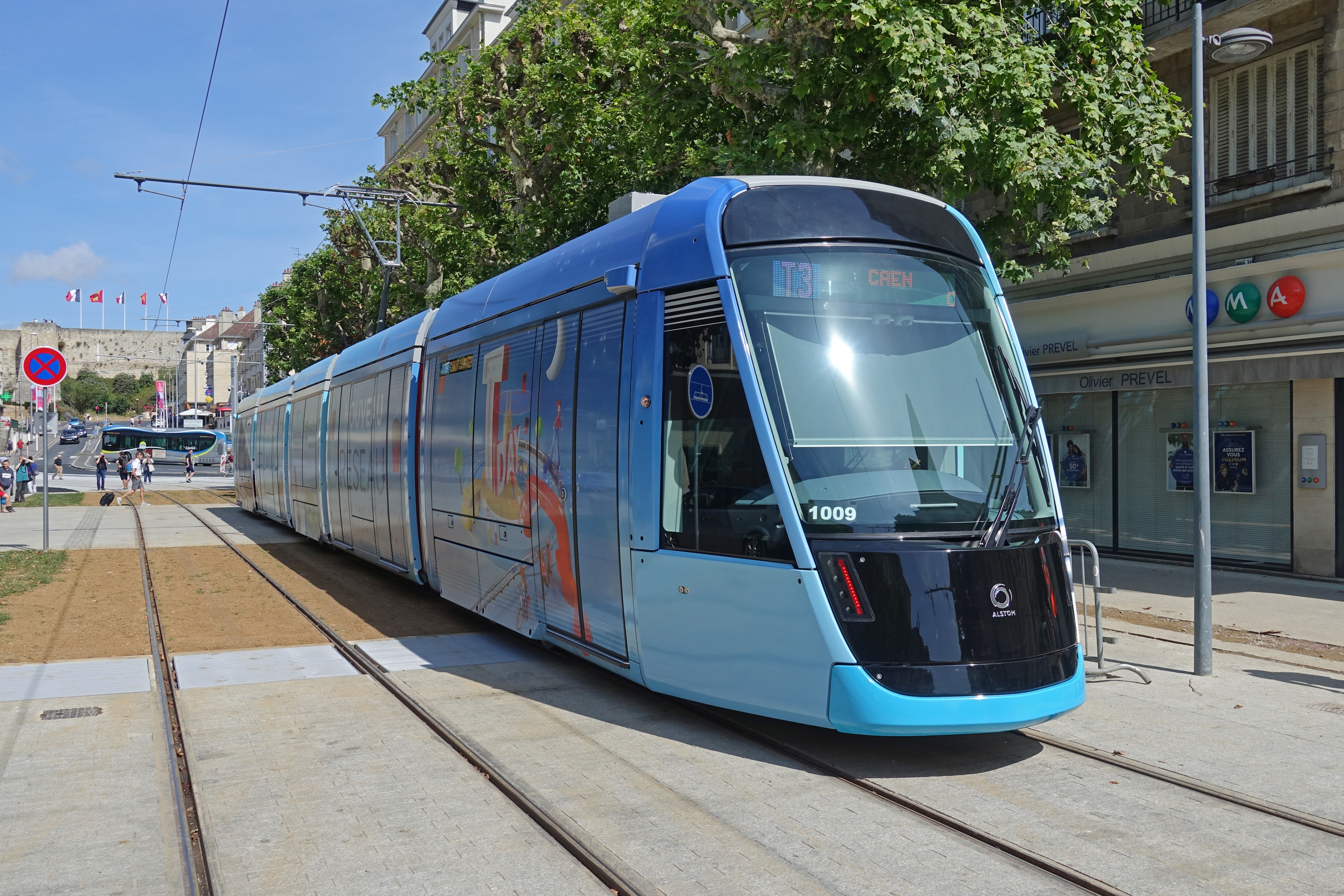
La rame 1009 avec sa décoration spéciale dans le cadre de l'inauguration, le « T-Day ».

Réseau inauguré en 2019.

Une première série d'essais est effectuée dès décembre 2018 du dépôt à la station Grâce de dieu et ce, de nuit. Fin décembre, la signalisation routière est installée et a permis aux futurs conducteurs de se former sur le tramway sur fer entre le dépôt et la station Poincaré (ligne 3).
Les essais ont commencé sur la seconde portion entre Poincaré et Résistance la semaine du 18 mars 2019, avec des tests de traction / remorquage sur la rue des Muets. La portion jusqu'au campus 2 est ouverte aux essais à partir du 29 avril.
Le réseau de tramway est inauguré et mis en service le 27 juillet 2019. Plusieurs incidents d'exploitation ont été relevés comme un non fonctionnement de la priorité aux feux, ce qui est problématique au vu du nombre important de carrefours le long des lignes, et une mauvaise régulation du réseau.
En octobre 2019, le réseau de tramway et bus comptabilise en moyenne 86 000 voyageurs par jour durant la semaine, dont 39 000 pour le seul réseau tramway.
En mai 2022, il est annoncé que lignes aériennes de contact seront supprimées entre les stations Bernières et Place de la Mare, après que les tramways sont équipés de batteries.
Le 29 août 2022, le terminus de la ligne T3 est déplacé de 600 mètres au sud, à la station Hauts de l'Orne pour desservir le nouveau quartier éponyme à Fleury-sur-Orne.

## Le réseau

### Principales caractéristiques
Dans l'avant-projet présenté en février 2016, le schéma d’exploitation est complètement repensé par rapport au réseau TVR existant,. Lors de l'enquête publique, le terminus de la ligne T3 est modifié (Château-Quatrans au lieu de Saint-Pierre).
Le réseau est constitué de trois lignes :
- ligne T1 d'Hérouville-Saint-Clair à Ifs – Jean-Vilar, longue de 10,7 km ;
- ligne T2 du Campus 2 à la Presqu’île, longue de 6,6 km ;
- ligne T3 de Château-Quatrans aux Hauts de l’Orne (Fleury-sur-Orne), Longue de 5,9 km.

La plateforme est engazonnée sur neuf kilomètres, les substrats et mélanges végétaux de ce « ruban vert » ayant été sélectionnés avec soin de façon à résister au climat normand et à l'absence d'arrosage automatique,. Plus de 50% de la ligne est engazonnée.
Dans le cadre de la réalisation de la ligne est-ouest, une 4e ligne doit être mise en service en 2029.

### Fréquentation
Le réseau de tramway peu de temps après sa mise en service transportait 39 000 voy/j
En 2022, le réseau de tramway transporte 50 500 voy/j

### Ligne T1
La ligne T1 relie Hérouville-Saint-Clair à Ifs, en suivant la partie nord de la ligne B puis la partie sud de la ligne A de l'ancien TVR. Elle est longue de 10,7 km et compte 25 stations.

Plan schématique de la ligne 1.

### Ligne T2
La ligne T2 relie les campus du nord de Caen à la presqu'île, en suivant la partie nord de la ligne A de l'ancien TVR. Elle est longue de 6,6 km et compte 17 stations.

Plan schématique de la ligne 2.

### Ligne T3
La ligne T3 relie le château de Caen à Fleury-sur-Orne, en suivant la partie sud de la ligne B de l'ancien TVR. Elle est longue de 5,9 km et compte 15 stations.

Plan schématique de la ligne 3 depuis 2022.

### Les stations

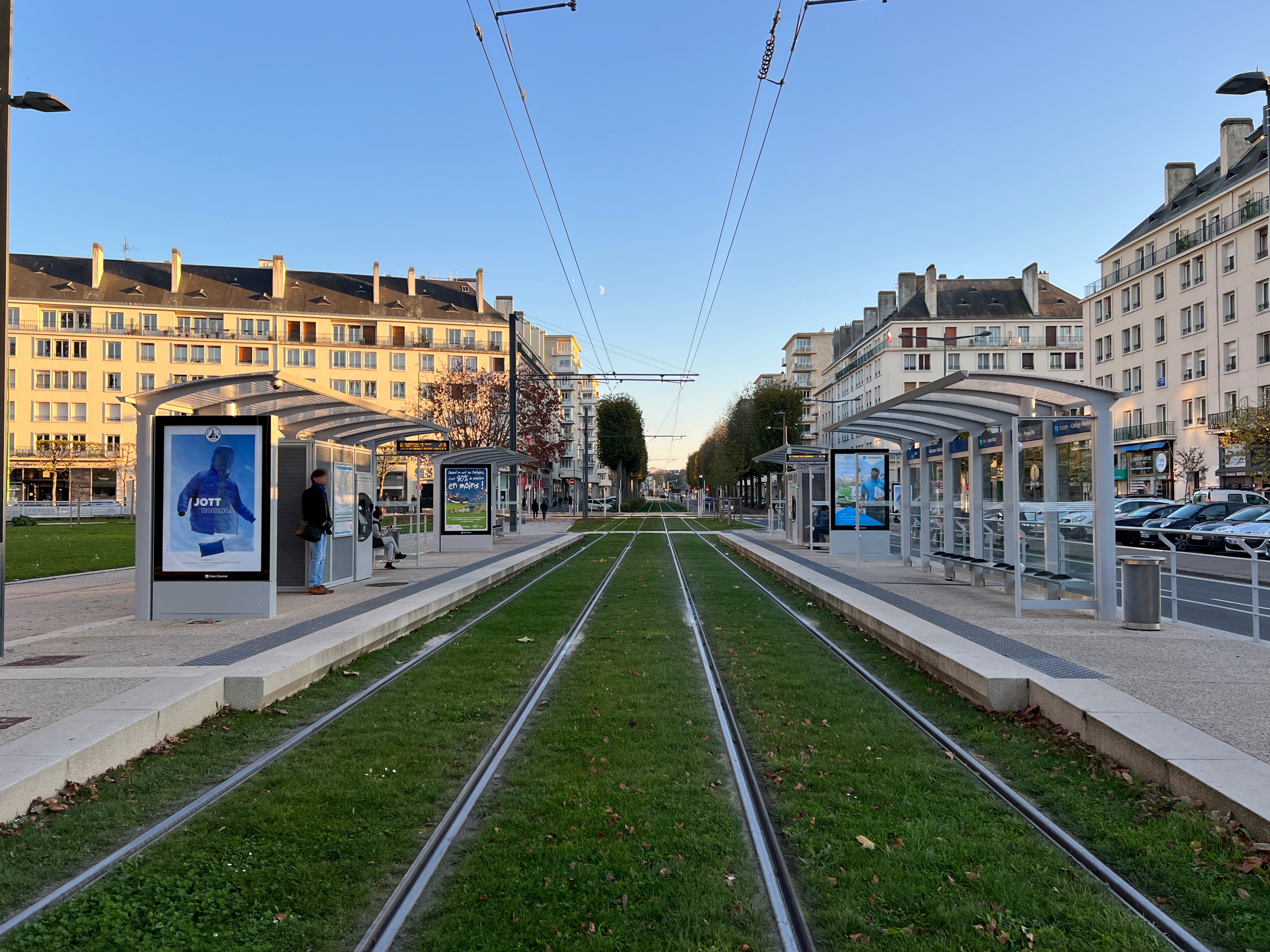
La station Résistance - Saint-Jean.

Les stations du tramway sont équipées de deux abribus Clear Channel par quai, accueillant pour celui placé en tête l'information aux voyageurs (horaires théoriques de passage, plan du réseau, etc.), le bandeau lumineux indiquant les prochains passages et un distributeur automatique de titres de transport. Sur les deux abris, un bandeau bleu est présent sur lequel est noté la commune et le nom de la station, ainsi que les lignes la desservant et leur terminus.
La distance moyenne entre deux stations sur le réseau est de 437 mètres.
Les quais sont long de 33 mètres soit la longueur d'une rame. Ce choix a été critiqué car les quais devront être rallongés si des rames plus longues sont nécessaires.
Les terminus sont de deux types :
- stations à voie et quai unique, avec tiroir de manœuvre en arrière-gare (Ifs - Jean Vilar, Hérouville-Saint-Clair, Caen - Campus 2) ;
- stations à double voie, sans tiroir en arrière-gare et changement de voie en avant-gare avec une seule voie de rebroussement (Fleury - Hauts de l'Orne) ou avec deux voies en X (Caen - Presqu'île). À la station Presqu'île, seul le quai ouest est aménagé pour accueillir des passagers, alors qu'à la station Hauts de l'Orne, les deux quais sont dotés d'abris et de guichets automatiques de billetterie.

Les terminus à voie unique ont été critiqués car cela implique que si une rame est au terminus, toutes les autres doivent attendre que le quai se libère, ce qui peut provoquer des bouchons. Dans le cadre des travaux d'extension du réseau du tramway en 2029, le terminus à Hérouville devrait être modifié avec l'installation d'une seconde voie et d'une zone de manœuvre en X en avant-gare (sur le modèle de Caen - Campus 2). Par ailleurs, des tiroirs avec aiguillage en X doivent être aménagés en arrière-gare de la station Presqu'île, ce qui éviterait donc les manœuvres en avant-gare.
Le cas de la station Château - Quatrans est particulier. La station a été conçu pour être à la fois une station de passage pour les lignes T1 et T2 et un terminus pour la ligne T3. La station possède donc trois voies :
- la voie nord pour les trams des lignes T1 et T2 dans la direction sud > nord ;
- la voie centrale pour l'arrivée et le départ des trams des lignes T3 ;
- la voie sud pour les trams des lignes T1 et T2 dans la direction nord > sud.

La voie centrale est raccordée à la voie nord à l'ouest (voie de service) et aux deux voies nord et sud à l'est (manœuvre du T3).
La plateforme centrale, entre la voie nord et la voie centrale, est divisée en deux quais : le quai nord pour les trams T1 et T2 vers le nord et le quai sud pour les trams du T3. La plateforme sud est également divisée en deux quais : le quai nord pour les trams T1 et T2 vers le sud et le quai sud assurant la correspondance avec les bus.

### Substitution en cas d'interruption
En cas d'interruption du trafic sur tout ou partie des lignes, le tramway est remplacé par des bus dans le cadre du dispositif « Plan B » : chaque ligne de tramway a son itinéraire de substitution (B1, B2 ou B3) desservant les arrêts de bus les plus proches de chaque station dans la mesure du possible, même si ce n'est pas toujours le cas comme entre le Campus 4 et l'Université ou pour la station Guynemer.

## Infrastructure

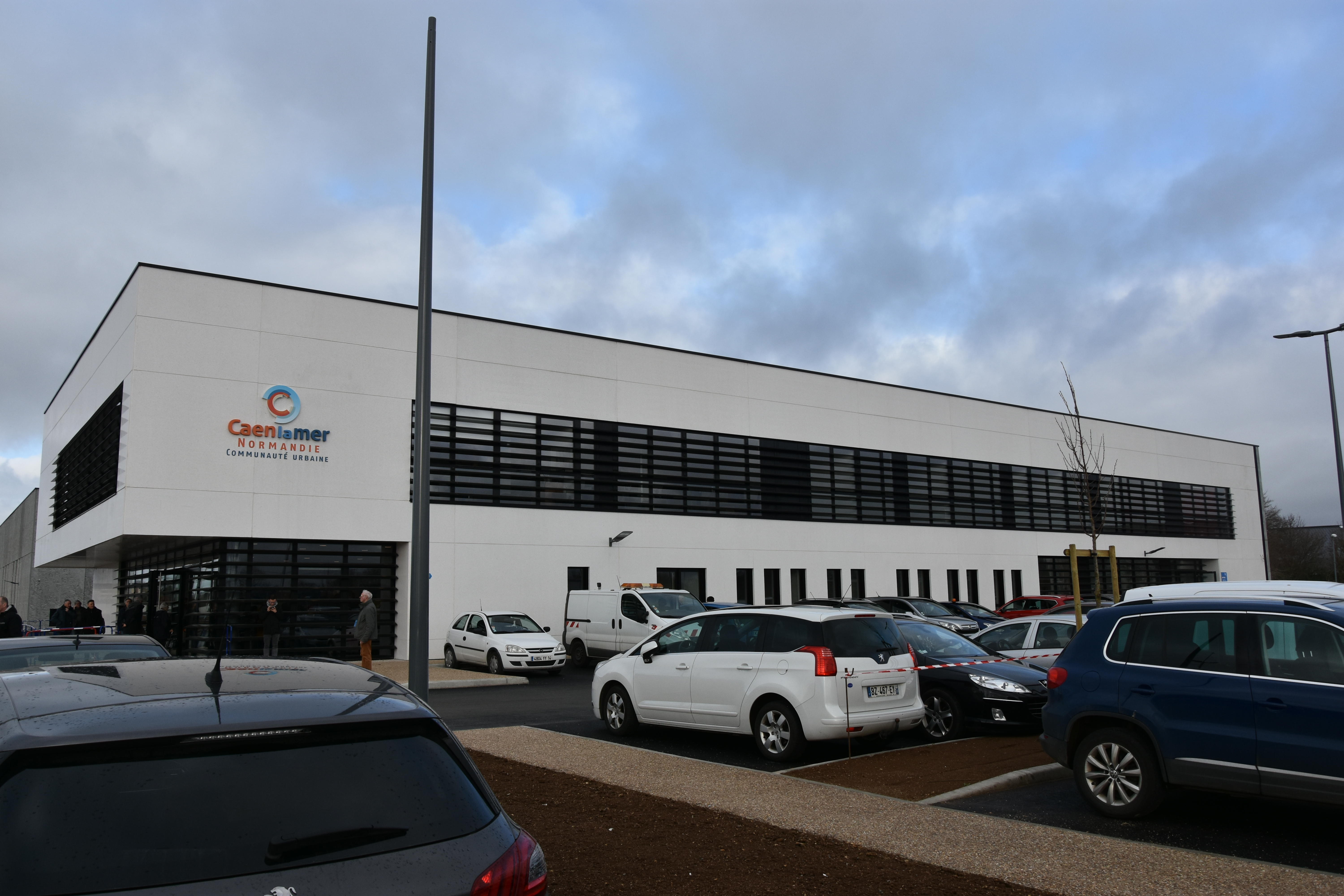
Le centre d’exploitation et de maintenance.

Le réseau est exploité par le délégataire du réseau Twisto, à savoir RATP Dev Caen la mer.

### Conduite et signalisation
La conduite sur les lignes se fait en « conduite à vue », on n'y trouve que des panneaux de limitation de vitesse, des signaux de protection d'itinéraires et des signaux protégeant le franchissement des carrefours. Pour ces derniers, la voirie est équipée de signaux tricolores classiques de type R11 tandis que la ligne est équipée de signaux de type R17 ou R18 associés à la signalisation routière.
Sur un fond noir, une barre horizontale de couleur blanche signale l'arrêt, un rond blanc annonce un signal d'arrêt et une barre verticale blanche la voie libre. Une signalisation d'aide à la conduite complète ces signaux : un losange clignotant orange signalant la prise en charge de la demande de priorité au carrefour tandis qu'un point d'exclamation clignotant bleu indique trois secondes à l'avance le changement d'aspect du signal.
Les signaux de protection d'itinéraires ou signaux d'exploitation se situent où se trouvent les appareils de voies (aiguillages) : une barre horizontale rouge indique que l'appareil n'est pas franchissable, une barre verte verticale indique que l'appareil est franchissable en position normale et une barre oblique orange indique que l'appareil est franchissable en position déviée. Les panneaux de limitation de vitesse se présentent quant à eux comme des panneaux carrés avec des chiffres noirs sur fond blanc. Enfin, les indicateurs de coupure de courant sont implantés en amont de chaque secteur d'alimentation de la ligne aérienne de contact (LAC). La mention 750 jaune fixe annonce une ligne électrique alimentée, ce même texte en mode clignotant annonce une ligne non alimentée.

### Dépôt
Si le TVR pouvait se mouvoir en mode Diesel non-guidé jusqu'au dépôt d'Hérouville-Saint-Clair où il était remisé et entretenu, ce n'est pas possible avec un tramway fer. Le nouveau tramway bénéficie donc d'un nouveau dépôt situé à Fleury-sur-Orne, au sud de Caen ; le site d'Hérouville-Saint-Clair étant dévolu aux seuls autobus.
Situé au nord du futur quartier des Hauts de l'Orne, sur une ancienne carrière à ciel ouvert, le site dont le nom est « centre d’exploitation et de maintenance du tramway de Caen (CEMT) » est composé de :

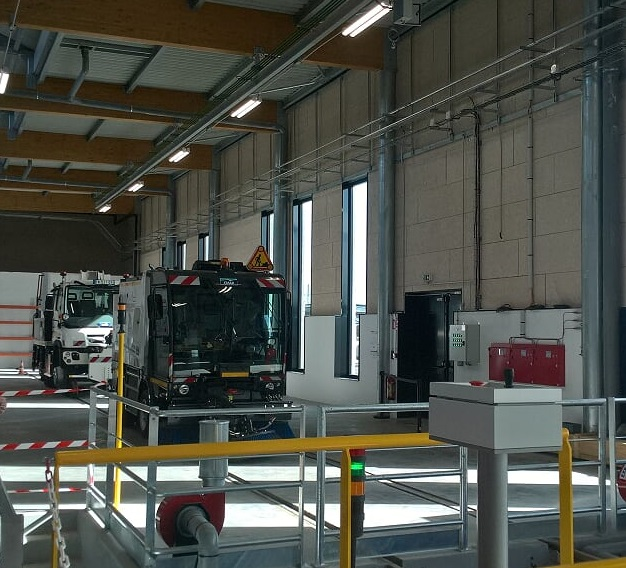
Balayeuse et nacelle de travaux garées au centre de maintenance.

- un bâtiment de 2 500 m2 accueillant les locaux administratifs et le poste de commande centralisé (PCC) du réseau ;
- un atelier de 5 000 m2 permettant la maintenance du tramway, comprenant quatre voies sur fosses avec passerelles supérieures pour les interventions techniques sous et sur les rames[65] ;
- un poste de lavage des rames de 500 m2.
- huit voies de remisage[64]

## Matériel roulant

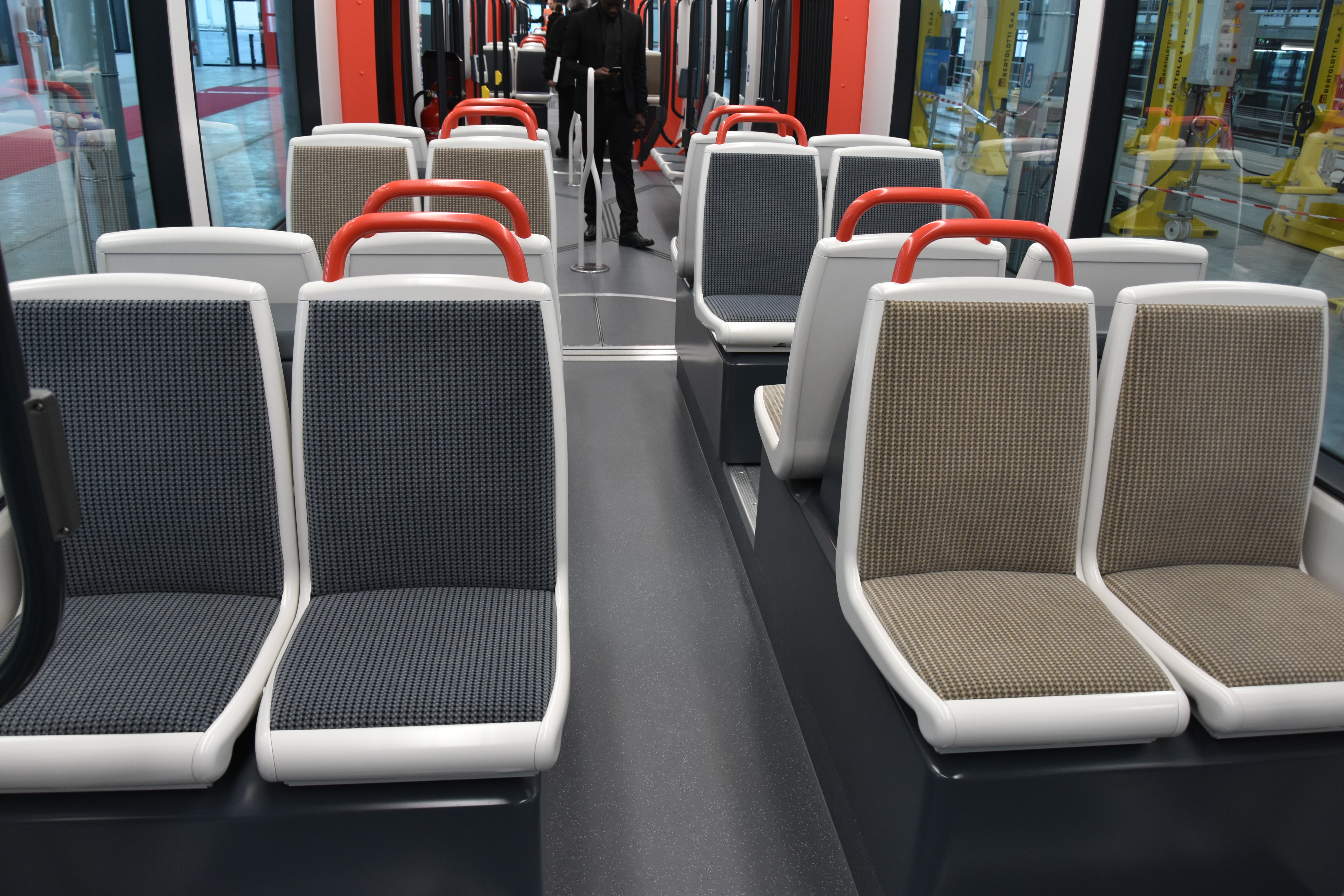
Intérieur d'une rame.

Le 16 juillet 2013, les villes de Caen et Amiens signent un partenariat pour l'achat groupé de 50 rames pour leurs réseaux respectifs, 32 pour Caen et 20 pour Amiens, afin de « réaliser des économies », sur le modèle de ce qui a été réalisé pour les réseaux de Brest et Dijon. Un travail de concertation est prévu pour harmoniser les rames des deux réseaux. Mais à la suite des élections municipales de 2014 et du changement de majorité, l'agglomération d'Amiens renonce à son projet de tramway, remplacé par un projet de BHNS, ce qui oblige l'agglomération caennaise à revoir son projet d'achat de rames.
Le 8 novembre 2016, Alstom remporte l'appel d'offres portant sur 26 rames (3 rames en plus des 23 rames déjà commandées) Citadis 305, pouvant transporter 212 passagers, pour un montant de 51,5 millions d'euros,,. D'une longueur de 33 mètres, pesant 40 tonnes, chaque rame sera équipée de six doubles portes par côté et bénéficiera d'un éclairage 100% à LED et, pour la première fois en France, de prises de recharge USB.
Le design extérieur des rames est soumis au vote par internet du 5 au 18 décembre 2016 parmi trois designs réalisés en interne par Alstom : Sérénité, design présentant de nombreuses courbes inspirées par le littoral et deux variantes de Vision, inspiré quant à lui par les ambitions de la ville de Caen dans le domaine des technologies et présentant un aspect plus rectiligne. La différence entre les deux variantes de ce design réside dans les couleurs extérieures (gris et noir pour l'un, blanc et noir pour l'autre, tandis que le design Sérénité présente des couleurs beige et noir). Le 20 décembre, le design Vision en version gris et noir est annoncé comme étant le design retenu avec 39,8 % des voix contre 36,9 % pour Sérénité et 23,3 % pour la version blanche de Vision, sur un total de 6 339 votants.
Le design intérieur est révélé en juin 2017, il s'inspire du design extérieur retenu : les parois sont gris et beige, tout comme les sièges, à l'exception de celles situées au niveau des intercirculations entre les caisses qui reprennent la couleur des poignées de maintien des sièges, à savoir le rouge. Les aménagements en toiture sont conçus de façon que les rames puissent recevoir ultérieurement des batteries qui leur permettraient, le cas échéant, de rouler sans ligne aérienne de contact.
La construction des rames à l'usine d'Aytré (Charente-Maritime), débute au printemps 2018. La première rame arrive au centre de maintenance Caen le 8 octobre 2018 ; une deuxième est prévue en janvier 2019 puis les 24 autres arriveront au rythme d'une par semaine.
Les rames sont numérotées 1001 à 1026. Dans le cadre des extensions prévues pour 2029, dix rames supplémentaires seront livrées et l'ensemble de la flotte, que ce soit le parc existant ou les nouvelles rames, sera équipée de batteries afin de traverser le secteur qui sera dépourvu de lignes aériennes. Ces batteries se rechargeront en roulant et auront une autonomie d'un kilomètre.
La première rame supplémentaire doit être livrée le 13 décembre 2023 et les autres livraisons doivent s'étaler jusqu'à fin février 2024. Ces rames permettront de faire face à l'augmentation de la fréquence sur la ligne T2, mais également de palier l'absence des rames actuellement en service et qui devront être immobilisées temporairement afin d'être équipées de systèmes d'autonomie (batteries et autres équipements électriques) en toiture. Il est en effet prévu d'immobiliser deux rames par mois à compter de fin 2025.

## Projets

### La relance du projet de ligne Est-Ouest
Le 9 mars 2021, il est annoncé plusieurs projets concernant le tramway de Caen.
Tout d'abord la possibilité d'étendre les lignes actuelles a été confirmée :
- la ligne 2 pourrait s'étendre le long de la rue Jacques-Brel jusqu'à Épron au Nord, et desservir le nouvel écoquartier du bassin de la Presqu'ile au Sud ;
- la ligne 3 devrait se prolonger au Sud vers les Hauts-de-l'Orne jusqu'à atteindre l'avenue d'Harcourt à Fleury-sur-Orne.

Un tracé est à l'étude à l'Ouest : une ligne en patte d'oie permettant d'une part de se rendre vers le quartier Beaulieu, et d'autre part vers Saint-Contest en passant par le Chemin-Vert.
Il est aussi question d'aménager des voies bus rapides à l'Ouest vers Bretteville-sur-Odon, mais également à l'Est, vers Mondeville 2 avec un tracé semblant suivre la route de Paris. La création d'une ligne à destination de Colombelles en passant par la Presqu'ile est également évoquée.
L'objectif de ces extensions est d'apporter aux zones concernées un meilleur service de transport là où le réseau de lignes de bus est jugé insuffisant. En effet, la demande dans les quartiers Est de Caen est approximativement la même que celle du réseau actuel (calcul basé sur le ratio population /emploi /établissements scolaire). Les tracés sont encore purement théoriques et le tracé définitif ne devrait être divulgué qu'en 2023. Il est d'ailleurs possible que des projets de voies bus rapides soient réévalués en ligne de tramway. Les travaux quant à eux ne devraient pas commencer avant 2026 et la livraison de la ou des nouvelles lignes à l'horizon 2030 pour une enveloppe évaluée entre 150 et 200 millions d'euros. La Commission nationale du débat public estime les coûts plutôt entre 234 et 285 millions d'euros

### L'appel à projets
Les élus en conseil communautaire de Caen-la-Mer approuvent le 22 avril 2021 la candidature de la communauté urbaine à l’appel à projets de l’État relatif aux transports en commun en site propre. Lors de ce conseil communautaire trois propositions sont présentées.
Le projet no 1, qui reçoit le plus d'avis positifs, consiste en la construction d'une ligne nouvelle partant du terminus actuel de la ligne 2 en empruntant la ligne existante jusqu'à la station Bernières puis desservant le centre-ville de Caen jusqu’à l’hôtel de Ville et deux branches à partir de cette nouvelle station :
- une branche vers Saint-Contest et le Chemin-Vert, en empruntant la rue Guillaume-le-Conquérant et la rue de Bayeux (voie unique de 900 mètres) ;
- une branche vers Beaulieu via l'avenue Albert-Sorel (stade nautique Eugène-Maës, lycée Malherbe), le long du boulevard Yves-Guillou (palais des sports, zénith, parc des expositions,…) et le boulevard Pompidou (stade Michel-d'Ornano)[81]. Les rames du tramway pourraient être équipées de systèmes d’autonomie embarquée[82].

Le projet no 2 passe par la rue du Carel, au lieu de  la rue Guillaume-le-Conquérant, puis se sépare en deux branches vers le haut de la rue de Bayeux pour atteindre les mêmes terminus. La branche de Beaulieu passe par le boulevard André-Détolle et évite donc le lycée Malherbe, le stade nautique, le Parc Expo et le Zénith.
Dans le projet no 3, la bifurcation entre les deux branches se ferait après la station Hôtel de ville comme dans le projet no 1. La branche de Beaulieu passerait également par l'avenue Albert-Sorel et le boulevard Yves-Guillou, mais la branche de Saint-Contest passerait par la rue du Carel (comme dans le projet no 2).
Le passage par la rue du Carel avait été proposé dans le cadre du projet présenté en 2012 et abandonné en 2014. Il permet notamment de desservir l'hôpital du Bon-Sauveur et le quartier Lorge, dont la transformation en pôle culturel est en cours.
Pour être éligibles à l'appel à projets de l'État, les travaux devront commencer avant fin 2025. Le planning prévoit une mise en service en 2028. Le projet est retenu par le gouvernement en octobre 2021.

### La concertation
Lors de la première phase de concertation, le tracé par la rue Guillaume-le-Conquérant fait l'objet d'une forte opposition de la part des commerçants. La pertinence du passage par le Chemin-Vert est également débattue.

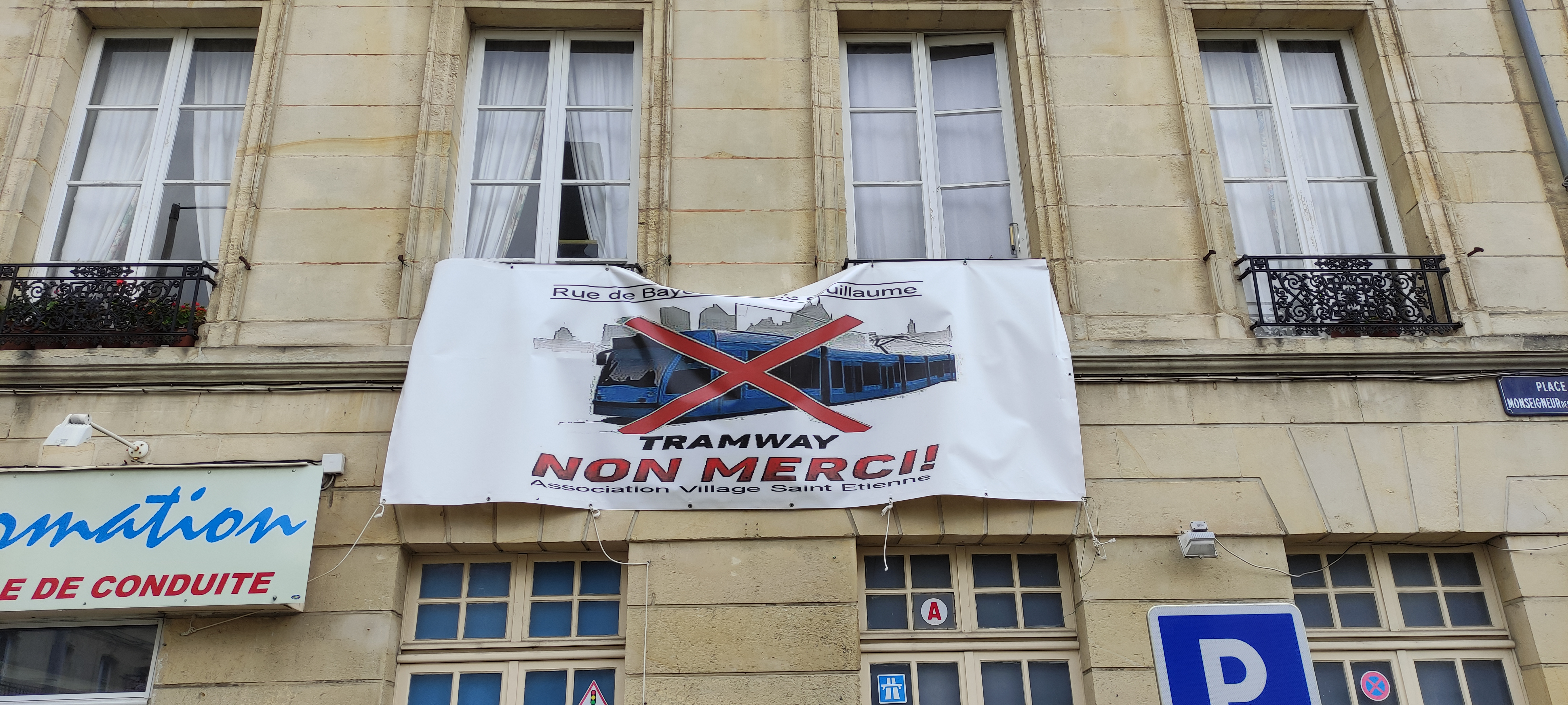
Banderole de protestation contre le passage du tramway par les rues Guillaume le Conquérant et de Bayeux

En avril 2022, les élus d'opposition affirment leur préférence pour le tracé par le quartier Lorge et le boulevard André-Détolle. Ils justifient leur choix par les difficultés techniques du tracé par la rue Guillaume-le-Conquérant et par le fait qu'il y a moins de logements à desservir sur le tracé par les boulevards Albert-Sorel et Yves-Guillou. Ils proposent également de prolonger la branche de Beaulieu vers La Maladrerie et la branche du Chemin-Vert vers le centre de la Folie-Couvrechef.
La concertation commence officiellement le 30 septembre 2022 et se termine le 30 novembre 2022 sur le site tramway2028.fr. Le dossier prévoit deux options de service :
- Option A
  - T1 - Hérouville-Saint-Clair <> Ifs-Jean Vilar (identique à la ligne T1 existante)
  - T2 - Campus 2 <> Hauts de l'Orne (fusion des lignes T2, à l’exception de l'antenne vers la Presqu'île, et T3 existantes)
  - T3 - Montgomery <> Chaussée d'Alger
  - T4 - Bretteville Pépinières <> Chaussée d'Alger
- Option B
  - T1 - Hérouville-Saint-Clair <> Ifs-Jean Vilar (identique à l'option A)
  - T2 - Campus 2 <> Chaussée d'Alger (ligne T2 existante prolongée sur la Presqu'île)
  - T3 - Montgomery <> Hauts de l'Orne
  - T4 - Bretteville Pépinières <> Chaussée d'Alger

Dès de l'annonce en mai 2022 de la future suppression des liaisons aériennes de contact sur la section existante entre Bernières et Place de la Mare, il était prévu que les trams devraient également utiliser des batteries rechargeables sur une partie de la nouvelle ligne. Les secteurs concernés sont précisés dans le dossier de concertation :
- pour le tracé A, entre les stations Hôtel de Ville et Bayeux, ainsi qu'entre les stations Hôtel de Ville et Albert Sorel ;
- pour le tracé B, entre les stations Théâtre et CHS Bon Sauveur, ainsi qu'entre les stations Hôtel de Ville et

Albert Sorel ;
- pour le tracé C, entre les stations Théâtre et CHS Bon Sauveur[88].

Trois nouveaux parcs relais sont prévus :
- mutualisation avec le parc de stationnement dans le nouveau palais des sports en construction à côté du zénith ;
- construction d'un nouveau parc de stationnement au terminus de la branche du boulevard Pompidou (avec potentiellement création d'un parc résidentiel complémentaire) ;
- construction d'un nouveau parc de stationnement au niveau de l'échangeur du Chemin-Vert[88].

Tracés proposés à la concertation fin 2022
Tracé A par la rue Guillaume le Conquérant et l'avenue Albert Sorel
Tracé B par le Bon-Sauveur et l'avenue Albert Sorel
Tracé C par le Bon-Sauveur et l'avenue Détolle

À la fermeture de la concertation, 282 avis ont été publiés par les habitants, en plus des 156 propositions postées pour le nombre et la position des stations et des parking-relais du tracé A, 63 pour le tracé B, et 42 pour le tracé C.
Le 28 février 2023, les élus communautaires votent définitivement le tracé en se basant sur le bilan de la concertation. Ils choisissent le tracé B évitant la rue Guillaume le conquérant et ses nombreux opposants après que le tracé A passant par cette rue a longtemps été considéré comme le favori,.
Deux nouvelles stations sont ajoutées :
- Caponière sur la branche de Venoix-Beaulieu pour desservir le quartier autour de la rue éponyme ;
- Touraine sur la branche du Chemin-Vert pour desservir le parking-relais qui doit être construit à côté du boulevard périphérique[91].

Deux modifications concernant l'insertion du projet sont également faites :
- transfert de la plateforme prévue du tramway dans l'enceinte du lycée Malherbe dans le but de préserver le double alignement d'arbres le long de la Prairie ;
- projet de nouveau pont pour franchir le périphérique à la sortie du Chemin Vert uniquement dédié au tramway et aux modes actifs[91].

Tracé retenu lors du conseil communautaire du 25 février 2023 à l'issue de la concertation.

### Entre la fin de la concertation et le début de l'enquête publique
En mars 2023, il est confirmé que le tracé sera dépourvu de lignes aériennes entre le théâtre et la rue Caponière, ainsi que sur l'avenue Albert-Sorel. La ligne aérienne de contact sera également déposée sur le tronçon existant entre les stations Bernières et Place de la Mare. La flotte de tramways sera équipée de batteries en conséquence.

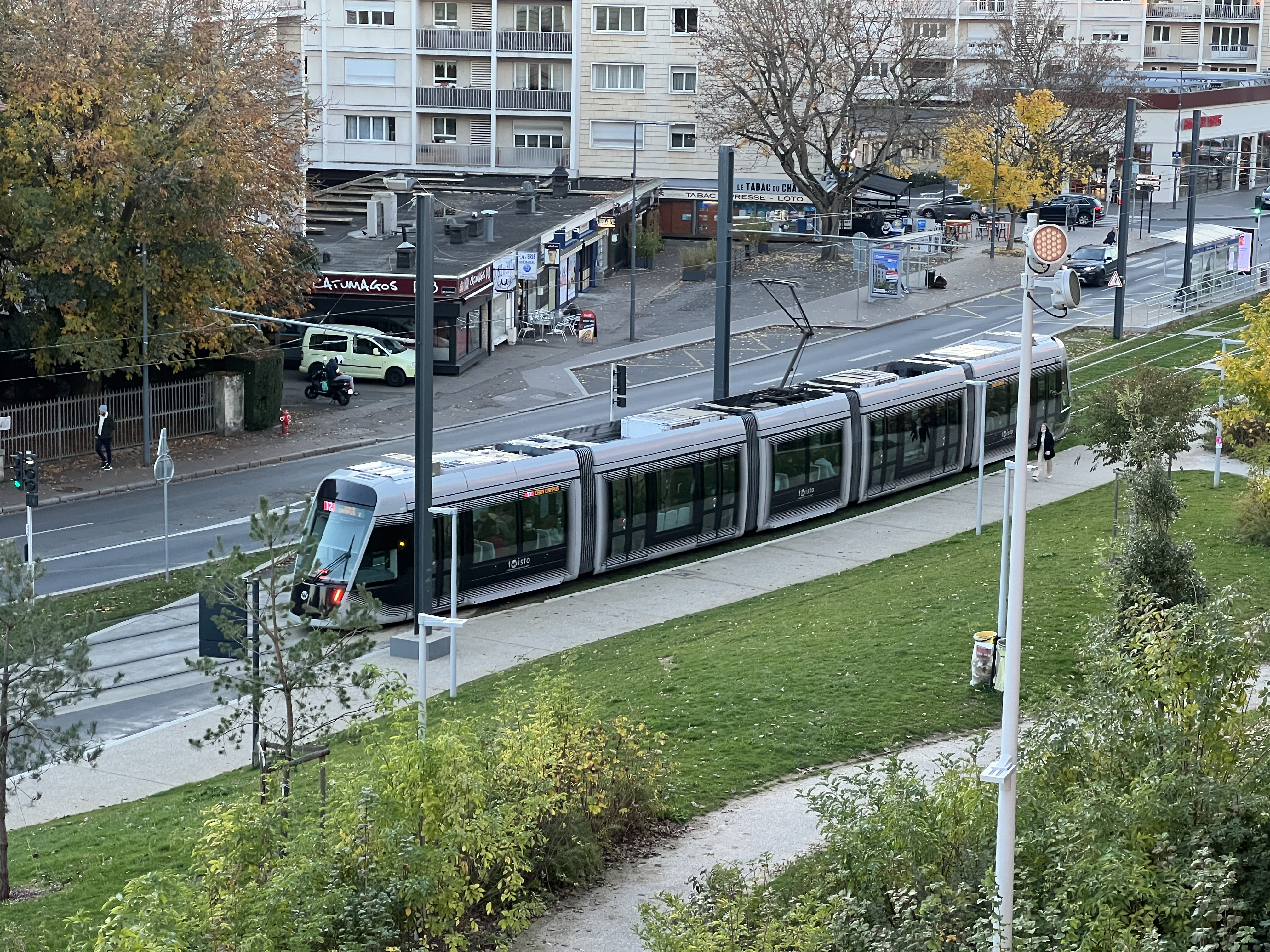
Les emplacements prévus en toiture pour les batteries sont particulièrement visibles sur les caisses ayant deux portes par flanc.

Du mardi 4 juillet au jeudi 31 août, la communauté urbaine invite les citoyens à voter pour le nom des nouvelles stations de tramway.
Le 20 juin 2023, la communauté urbaine annonce le lancement d'une étude destinée à simuler l'impact de la hausse du niveau de la mer à l'horizon 2100 sur la basse vallée de l'Orne. Cette étude, qui doit durer au moins deux ans, a pour la conséquence la mise en pause du projet urbain de développement de l'ancienne zone portuaire du nouveau bassin, que le tramway devait desservir. Par conséquent, l'abandon du projet d'extension de la ligne sur la Presqu'île est annoncé pendant l'été.

Plan du projet après les annonces durant l'été 2023.

Le 5 septembre 2023, les noms des nouvelles stations sont dévoilés.

Plan du projet avec le nom des stations.

En préalable au lancement de l'enquête publique, des fouilles archéologiques préventives sont menées à partir du 12 février 2024 sur la partie centrale du tracé de la future ligne (avenue du Six-Juin, rue de Bernières, boulevard Leclerc, place Gambetta, boulevard Bertrand, place Guillouard, avenue Albert Sorel, rue du Carel, EPSM, allées du Père Jamet, rue Caponière, rue du Capitaine Boualam).
De nouvelles réunions publiques ont lieu en avril 2024. Il est annoncé plusieurs changements :
- le terminus existant à Presqu'île doit être modifié avec la création d'une arrière-gare ;
- le terminus existant à Hérouville-Saint-Clair doit être doublé vers le sud avec la pose d'un aiguillage en avant-gare, d'une seconde voie et d'un second quai ;
- un dispositif de remisage des rames est prévu sur le boulevard Pompidou ;
- les voies de tramway doivent être entrelacées sur 130 mètres dans la rue du Capitaine-Boualam et sur la traversée de la rue Caponière, afin de permettre l'insertion d'une piste cyclable ;
- un triangle ferroviaire complet est prévu pour raccorder les nouvelles voies aux voies existantes sur l'avenue du Six-Juin, permettant ainsi au tramway de se rendre de l'Ouest vers le Sud et vers le Nord (et non seulement vers le Sud comme prévu jusqu'à présent).

Dans l'offre de service présentée, les lignes T1 et T2 restent inchangées. La ligne 3 relie les stations Pompidou et Hauts de l'Orne (reprise de la ligne T3 existante entre Hauts de l'Orne et Bernières, puis nouvelle infrastructure vers l'Ouest). La ligne T4 est la seule vraie ligne nouvelle et relie les stations Saint-Contest Athéna et Presqu'île.
Le 10 mars 2025, une convention est signée entre la communauté urbaine et le préfet du Calvados qui confirme la participation financière de l'État à hauteur de 40 millions d'euros. Le reste du projet, dont le budget prévisionnel s'élève à 285 millions d'euros, est financé par la communauté urbaine, en grande partie par un emprunt de 160 millions d'euros sur 35 ans.
Du 15 juillet 2025 à la mi-novembre, de nouvelles fouilles archéologiques sont menées d'une part au carrefour des rues de Bernières et de l'avenue du Six-Juin, et d'autre part avenue Albert-Sorel, devant l'ancienne bibliothèque municipale.

### L'enquête publique
L'enquête publique devait être réalisée à l'automne 2024. En novembre 2024, cette enquête est repoussée d'un an afin de mener des études complémentaires. En effet, le projet prévoyant de faire passer le tramway sur des remblais dans l'enceinte du lycée Malherbe, qui se situe dans le lit majeur de l'Orne, il est nécessaire de compenser cette artificialisation, ce que Caen la mer prévoit de faire en amont du Parc des Expositions. Ce projet nécessite toutefois des études complémentaires et un inventaire portant sur la faune et la flore.

### Début des travaux

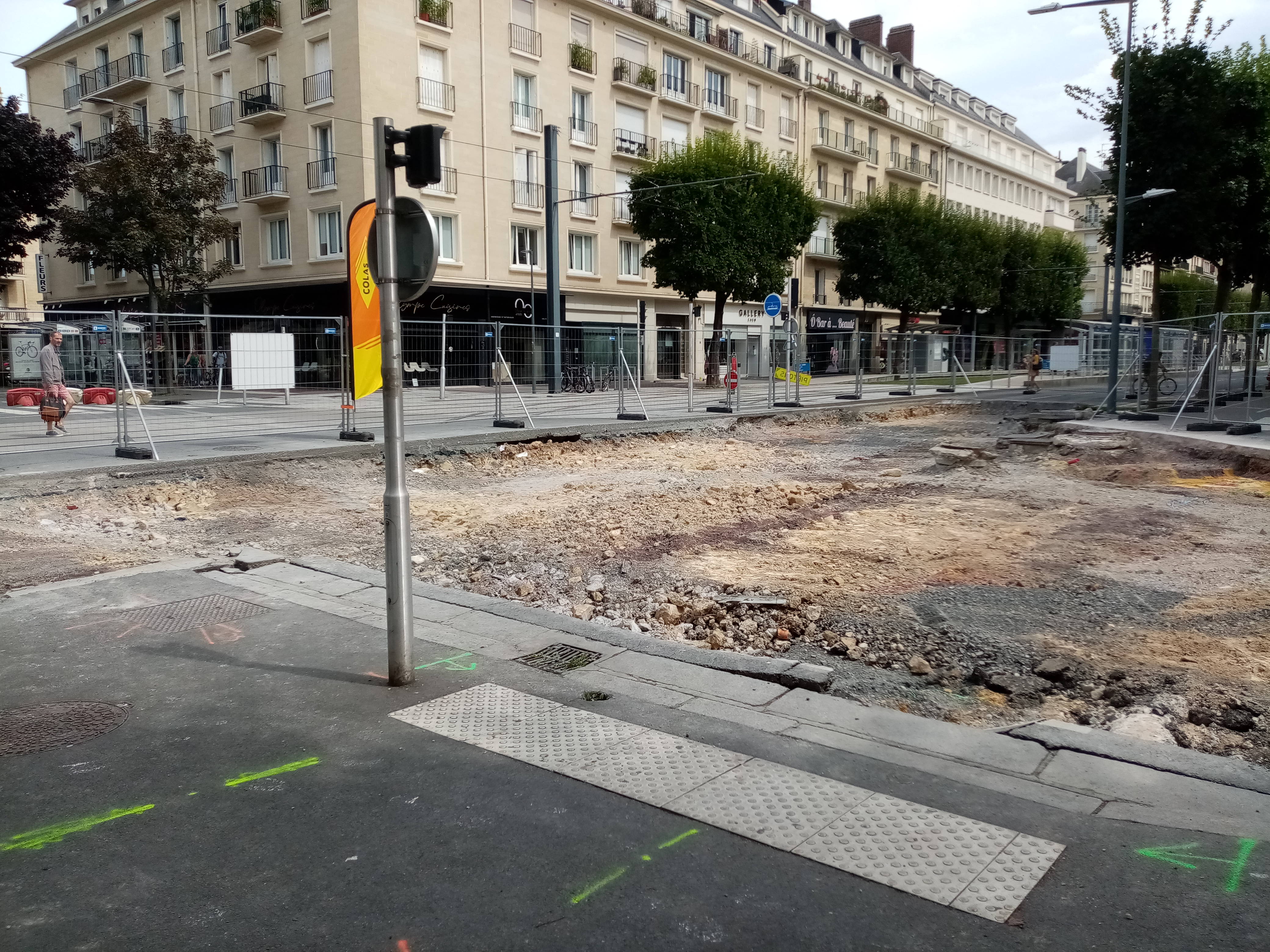
fouilles à l'angle de l'avenue du 6-juin et de la rue de Bernières

À l'origine du projet, les travaux doivent normalement commencer entre mi-2025 et 2026 pour s'achever en 2028, l'extension du tramway devant être mise en service mi-2028 ,. Le recul d'un an de l'enquête publique, décidée en novembre 2024, provoque un décalage de l'ensemble du projet, l'extension devant désormais être mise en service en 2029.
Les fouilles archéologiques débutent le 15 juillet 2025 à deux emplacements : l'angle de la rue de Bernières et de l'avenue du 6-juin et place Louis Guillouard.